# Do września
Do września – amerykański melodramat z 1984 roku.

## Obsada
- Karen Allen – Mo Alexander
- Thierry Lhermitte – Xavier de la Perouse
- Christopher Cazenove – Philip
- Hutton Cobb – Andrew
- Michael Mellinger – pułkownik Viola
- Nitza Shaul – Sylvia
- Rachel Robertson – Carol
- Raphaëlle Spencer – Jenny
- Joanna Pavlis – Marcia
- Helen Desbiez – Sophie
- Steve Gadler – Carry
- Edith Perret – Madame Dunund